# Aéroport international de Zamboanga
L'aéroport international de Zamboanga  est un aéroport situé aux Philippines.

## Compagnies et destinations
| Compagnies                                | Destinations                                                                |
| ----------------------------------------- | --------------------------------------------------------------------------- |
| Cebu Pacific                              | Mactan-Cebu, Davao City-Francisco Bangoy, Manille-N. Aquino, Tawi Tawi (en) |
| Cebu Pacific opéré par Cebgo              | Cagayan de Oro-Laguindingan, Mactan-Cebu, Cotabato (en), Tawi Tawi (en)     |
| Philippine Airlines opéré par PAL Express | Davao City-Francisco Bangoy, Manille-N. Aquino                              |
| Platinum Skies                            | Jolo, Tawi Tawi (en)                                                        |

Édité le 27/07/2018